# Вејверли (Јужна Дакота)
Вејверли (енгл. Waverly) насељено је место без административног статуса у америчкој савезној држави Јужна Дакота.

## Демографија
По попису из 2010. године број становника је 37.
| Група             | 2000.    | 2010.      |
| Белци             | 0 (0,0%) | 36 (97,3%) |
| Афроамериканци    | 0 (0,0%) | 0 (0,0%)   |
| Азијати           | 0 (0,0%) | 0 (0,0%)   |
| Хиспаноамериканци | 0 (0,0%) | 1 (2,7%)   |
| Укупно            | 0        | 37         |